# Arnaud Boisset
Pour les articles homonymes, voir Boisset.
Arnaud Boisset, né le 8 mai 1998 à Martigny, est un skieur alpin suisse, spécialisé dans les disciplines de la descente et du Super-G.

## Biographie

### Naissance et études
Arnaud Boisset naît le 8 mai 1998[réf. souhaitée] à Martigny, dans le canton du Valais. Il grandit à Martigny-Bourg.
Il obtient sa maturité gymnasiale en économie et droit en juin 2018. En 2019, il obtient également un certificat fédéral de capacité d'employé de commerce ainsi qu'une maturité professionnelle commerciale. Il décroche un bachelor universitaire en économie et management, spécialisée dans la finance en 2022. Il travaille actuellement dans une banque privée à temps partiel à côté de sa carrière professionnelle de skieur,.
À la suite du décès de son père en 2022, il reprend la maison familiale avec sa sœur cadette.

## Carrière
Arnaud Boisset est formé dans les structures de Ski-Valais durant son enfance avant d'aller au Centre National de performance Ouest (NLZ), où il est sélectionné avec l'équipe du Cadre C de Swiss-Ski, à 17 ans. Il est entraîné par Franz Heinzer depuis 2020, année au cours de laquelle il revient à la compétition après une déchirure du ligament croisé antérieur du genou gauche. Deux ans plus tard, il se brise l'humérus du bras gauche. 
Le 19 janvier 2024, il signe son premier top 10 en coupe du monde de ski alpin, en terminant à la 9ème place lors de la première descente sur la piste de la Streif à Kitzbühel,.
Il décroche son premier podium en coupe du monde, le 22 mars 2024, en finissant 3ème du Super-G des finales de Saalbach, derrière Stefan Rogentin (1er) et Loïc Meillard (2e).
Le 6 décembre 2024, il est victime d'une lourde chute lors de la descente de Beaver Creek, lui causant une commotion cérébrale,.

## Palmarès

### Coupe du monde
- 1 podium
- Premier départ : 15 décembre 2023, Super-G de Val Gardena, 19ème
- Premier top 10, 19 janvier 2024, descente de Kitzbühel, 9ème
- Premier podium : 22 mars 2024, Super-G de Saalbach, 3ème

| Saison/Classement | Général | Général | Descente | Descente | Super G | Super G | Slalom géant | Slalom géant | Slalom | Slalom | Combiné | Combiné |
| Saison/Classement | Class.  | Points  | Class.   | Points   | Class.  | Points  | Class.       | Points       | Class. | Points | Class.  | Points  |
| ----------------- | ------- | ------- | -------- | -------- | ------- | ------- | ------------ | ------------ | ------ | ------ | ------- | ------- |
| 2023-2024         | 35e     | 239     | 33e      | 56       | 11e     | 183     | -            | -            | -      | -      | -       | -       |

### Coupe d'Europe
- 1 petit globe de cristal :
  - Vainqueur du classement de Super-G en 2023
- 8 podiums dont 3 victoires
- Premier départ : 26 janvier 2016, descente de Davos, 89ème
- Premier podium : 29 janvier 2019, descente de Chamonix, 3ème
- Première victoire : 15 février 2023, Super-G de Garmisch-Partenkirchen

| Saison/Classement | Général | Général | Descente | Descente | Super G | Super G | Slalom géant | Slalom géant | Slalom | Slalom | Combiné | Combiné |
| Saison/Classement | Class.  | Points  | Class.   | Points   | Class.  | Points  | Class.       | Points       | Class. | Points | Class.  | Points  |
| ----------------- | ------- | ------- | -------- | -------- | ------- | ------- | ------------ | ------------ | ------ | ------ | ------- | ------- |
| 2017-2018         | 137e    | 33      | 60e      | 4        | -       | -       | -            | -            | -      | -      | 16e     | 29      |
| 2018-2019         | 48e     | 204     | 12e      | 153      | 47e     | 22      | -            | -            | -      | -      | 18e     | 29      |
| 2019-2020         | 46e     | 165     | 24e      | 69       | 16e     | 96      | -            | -            | -      | -      | -       | -       |
| 2020-2021         | 17e     | 285     | 13e      | 121      | 8e      | 164     | -            | -            | -      | -      | -       | -       |
| 2021-2022         | 147e    | 31      | -        | -        | 38e     | 31      | -            | -            | -      | -      | -       | -       |
| 2022-2023         | 3e      | 560     | 17e      | 102      | 1er     | 458     | -            | -            | -      | -      | -       | -       |
| 2023-2024         | 73e     | 100     | -        | -        | 17e     | 100     | -            | -            | -      | -      | -       | -       |